# Papitu
Papitu fue una publicación humorística y satírica catalana fundada por el dibujante Feliu Elias "Apa" en 1908. Fue un revulsivo cultural en su época y una revista que trató la política y la cultura desde un punto de vista de izquierdas y catalanista desacomplejado.
Se enfrentó a ¡Cu-cut!, publicación satírica cercana a la Liga Regionalista, y por lo tanto más conservadora. Dibujaron el mismo Apa, Junceda, Babel (Xavier Nogués), Labarta, Josep Aragay, Humbert, Nonell, Pius (Marià Pidelaserra), Josep Mompou y otros grandes nombres del postmodernismo. Elias fue procesado por hacer unas caricaturas que atentaban contra la ley de jurisdicciones y tuvo que exiliarse en Francia. Tras ello, la dirección pasó a manos del escritor y filósofo Francesc Pujols.
La revista, sin la dirección de Apa, fue degenerando hacia un humor cada vez más verde, hasta convertirse en una publicación psicalíptica, erótico-festiva. Cuando fue suspendida por atentar contra la moral la sustituyó una revista clónica llamada Pakitu. Otras muchas publicaciones intentaron imitar su éxito popular con chistes verdes y mujeres medio desnudas haciendo juegos de palabras de doble sentido sexual. También dibujaron José Cabrero Arnal (utilizando la firma Cea), Ricard Opisso (con el pseudónimo de Bigre) o Muntañola (firmando como Kimet).
Entre junio de 1909 y mayo de 1910, Papitu tuvo una especie de edición en esperanto llamada Jen ("He aquí"), dirigida por Feliu Elias y Frederic Pujulà.